# George Merritt
Pour les articles homonymes, voir Merritt.
George Merritt est un acteur britannique, né le 10 décembre 1890 à Londres (quartier de Greenwich) et mort le 27 août 1977 dans la même ville (quartier d'Hampstead).

## Biographie
George Merritt débute au théâtre et joue notamment à Londres durant sa carrière, entre autres dans Grand Hotel en 1931 (adaptation du roman de Vicki Baum, avec Ursula Jeans), Henry IV (deuxième partie) de William Shakespeare en 1934-1935 (avec Maurice Evans et Leo Genn), La Maison des cœurs brisés de George Bernard Shaw en 1942-1943 (avec Robert Donat et Edith Evans), ou encore Nekrassov de Jean-Paul Sartre en 1957 (avec Robert Helpmann et John Wood).
Au cinéma, il contribue comme second rôle (souvent de policier) à cent-trente-huit films britanniques ou en coproduction sortis entre 1930 et 1973, dont Meurtres de Maurice Elvey (1932, avec Ivor Novello et Elizabeth Allan), Jeune et Innocent d'Alfred Hitchcock (1937, avec Nova Pilbeam et Derrick De Marney), A Canterbury Tale de Michael Powell et Emeric Pressburger (1944, avec Eric Portman et Esmond Knight), La Marque de Val Guest (1957, avec Brian Donlevy et John Longden), ainsi que Cromwell de Ken Hughes (1970, avec Richard Harris et Alec Guinness).
Enfin, à la télévision britannique, George Merritt apparaît dans vingt-cinq séries de 1950 à 1975, dont Chapeau melon et bottes de cuir (un épisode, 1967), Le Prisonnier (un épisode, 1967) et Amicalement vôtre (un épisode, 1972).

## Théâtre (sélection)
(pièces jouées à Londres, sauf mention contraire)
- 1919-1920 : Le Mouron rouge (The Scarlet Pimpernel), adaptation du roman éponyme de la baronne Orczy (à Bristol)
- 1919-1920 : Beaucoup de bruit pour rien (Much Ado About Nothing) de William Shakespeare (à Bristol et Southampton)
- 1921-1922 : Diff'rent d'Eugene O'Neill
- 1929-1930 : The Way to Paradise de Campbell Dixon
- 1931 : Grand Hotel, adaptation par Edward Knoblock du roman éponyme de Vicki Baum, mise en scène de Raymond Massey
- 1933 : Ten Minute Alibi d'Anthony Armstrong (reprise en 1935)
- 1934-1935 : Henry IV, deuxième partie (Henry IV, Part II) de William Shakespeare
- 1936-1937 : Charles the King de Maurice Colbourne
- 1937 : I Killed the Count d'Alec Coppel
- 1937 : Black Limelight de Gordon Sherry
- 1942-1943 : La Maison des cœurs brisés (Heartbreak House) de George Bernard Shaw, costumes de Cecil Beaton
- 1950 : Party Manners de Val Gielgud
- 1950-1951 : The Dark Lady of the Sonnets de George Bernard Shaw (à Bristol)
- 1957 : Nekrassov de Jean-Paul Sartre
- 1961 : Jacques ou la Soumission (Jacques) d'Eugène Ionesco
- 1965 : The Creeper de Pauline Macauley

## Filmographie partielle

### Cinéma
- 1930 : The W Plan de Victor Saville : Ulrich Muller
- 1931 : Bracelets (titre original) de Sewell Collins : le directeur
- 1931 : A Gentleman of Paris (en) de Sinclair Hill : M. Duval
- 1932 : Meurtres (The Lodger) de Maurice Elvey : le commissaire
- 1932 : Blind Spot de Jean Daumery : l'inspecteur Cadbury
- 1933 : Little Fella de William C. McGann : le détective
- 1933 : J'étais une espionne (I Was a Spy) de Victor Saville : le capitaine Reichman
- 1933 : The Ghost Camera de Bernard Vorhaus : le détective
- 1934 : Nine Forty-Five de George King : l'inspecteur Dickson
- 1934 : The Fire Raisers de Michael Powell : Sonners
- 1934 : No Escape de Ralph Ince : l'inspecteur Matheson
- 1934 : Le Juif Süss (Jew Suss) de Lothar Mendes : Bilfinger
- 1935 : Drake of England d'Arthur B. Woods : Tom Moore
- 1935 : Émile et les Détectives (Emil and the Detectives) de Milton Rosmer : le commissaire
- 1935 : Marin de Sa Majesté (Brown on Resolution) de Walter Forde et Anthony Asquith : William Brown
- 1936 : Spy of Napoleon de Maurice Elvey : le consul de Prusse
- 1936 : Prison Breaker d'Adrian Brunel : Goldring
- 1936 : Love in Exile d'Alfred L. Werker
- 1936 : The Man behind the Mask de Michael Powell : l'inspecteur Mallory
- 1936 : Educated Evans de William Beaudine : Joe Markham
- 1936 : Rembrandt d'Alexander Korda : le gardien de l'église
- 1937 : La Femme du général Ling de Ladislas Vajda : le commissaire
- 1937 : Jeune et Innocent (Young and Innocent) d'Alfred Hitchcock : le sergent Miller
- 1937 : Doctor Syn de Roy William Neill : Mipps
- 1938 : They Drive by Night d'Arthur B. Woods : un détective
- 1938 : Mr. Reeder in Room 13 de Norman Lee : Bert Stevens
- 1939 : Armes secrètes (Q Planes) de Tim Whelan et Arthur B. Woods : Barrett
- 1940 : They Came by Night d'Harry Lachman : l'inspecteur Metcalfe
- 1942 : Un drôle de flic (Spare a Copper) de John Paddy Carstairs : Brewster
- 1942 : Riposte à Narvik (The Day Will Dawn) d'Harold French : le capitaine allemand de chalutier
- 1942 : The Big Blockade de Charles Frend : le marschall allemand de l'abri
- 1942 : The Black Sheep of Whitehall de Basil Dearden et Will Hay : le chef de gare
- 1942 : Le Chapelier et son château (Hatter's Castle) de Lance Comfort : Gibson
- 1942 : They Flew Alone d'Herbert Wilcox : le journaliste
- 1942 : Alibi (titre original) de Brian Desmond Hurst : Bourdille
- 1943 : Women Aren't Angels de Lawrence Huntington : un boxeur
- 1944 : A Canterbury Tale de Michael Powell et Emeric Pressburger : Ned Horton
- 1944 : L'Héroïque Parade (The Way Ahead) de Carol Reed : le sergent-major
- 1944 : Love Story de Leslie Arliss : l'ingénieur du téléphone
- 1945 : Un soir de rixe (Waterloo Road) de Sidney Gilliat : un membre de la défense civile aérienne
- 1945 : I'll Be Your Sweetheart de Val Guest : T. P. O'Connor
- 1946 : Quiet Weekend d'Harold French : le sergent de police
- 1947 : La Vengeance du docteur Joyce (The Upturned Glass) de Lawrence Huntington : un policier
- 1947 : Les Pirates de la Manche (The Man Within) de Bernard Knowles : Hilliard
- 1948 : L'Évadé de Dartmoor (Escape) de Joseph L. Mankiewicz : le gardien-chef de la prison
- 1948 : Les Ailes brûlées (Good-Time Girl) de David MacDonald : le sergent de police
- 1949 : Marry Me! de Terence Fisher : le rédacteur en chef
- 1951 : Le Canard atomique (Mr. Drake's Duck) de Val Guest : le secrétaire de l'Intérieur
- 1951 : Les Trafiquants du Dunbar (Pool of London) de Basil Dearden : le capitaine du Dunbar
- 1953 : Noose for a Lady de Wolf Rilla : l'inspecteur Frost
- 1953 : Small Town Story de Montgomery Tully : Michael Collins
- 1954 : The Green Scarf de George More O'Ferrall : l'avocat général
- 1957 : La Marque (Quatermass 2) de Val Guest : le superintendant
- 1958 : Le Cauchemar de Dracula (Dracula) de Terence Fisher : un policier
- 1960 : Traitement de choc (The Full Treatment) de Val Guest : M. Manfield
- 1960 : Les Mains d'Orlac (The Hands of Orlac) d'Edmond T. Gréville : le deuxième membre du club
- 1961 : Le Jour où la Terre prit feu (The Day the Earth Caught Fire) de Val Guest : Smudge
- 1969 : La Bataille d'Angleterre (Battle of Britain) de Guy Hamilton : un vieux civil
- 1969 : Crooks and Coronets de Jim O'Connolly : le premier vieillard
- 1970 : Cromwell de Ken Hughes : William

### Télévision
(séries)
- 1967 : La Dynastie des Forsyte (The Forsyte Saga), saison unique, épisode 25 Portrait de Fleur (Portrait of Fleur) de David Giles : Wilfred Bentworth
- 1967 : Chapeau melon et bottes de cuir (première série, The Avengers), saison 5, épisode 14 Rien ne va plus dans la nursery (Something Nasty in the Nursery) de James Hill : James
- 1967 : Le Prisonnier (The Prisoner), saison unique, épisode 8 Danse de mort (Dance of the Death) de Don Chaffey : le facteur
- 1972 : Amicalement vôtre (The Persuaders), saison unique, épisode 20 Des secrets plein la tête (Read and Destroy) de Roy Ward Baker : Chivers
- 1974 : La Chute des aigles (Fall of Eagles), saison unique, épisode 10 Indian Summer of an Emperor : Ketterl